# Bosmoreau-les-Mines
Bosmoreau-les-Mines este o comună în departamentul Creuse din centrul Franței. În 2009 avea o populație de 250 de locuitori.

## Evoluția populației
| An        | 1975 | 1982 | 1990 | 1999 | 2006 | 2009 |
| --------- | ---- | ---- | ---- | ---- | ---- | ---- |
| Populație | 377  | 301  | 249  | 272  | 247  | 250  |